# Massimo Sarmi
Massimo Sarmi (Malcesine, 4 agosto 1948) è un dirigente d'azienda italiano e presidente di FiberCop.

## Biografia
Laureato in ingegneria elettronica presso l'Università La Sapienza di Roma, ha conseguito la specializzazione in elettronica applicata alle telecomunicazioni presso l'Istituto Galileo Ferraris di Torino.

## Carriera
Sarmi ha iniziato la sua carriera come ufficiale nell'Aeronautica Militare per poi passare a Telecom Italia (allora SIP), in cui ha seguito la fase di sviluppo della telefonia mobile.
Nel 1995 è il primo direttore generale di Telecom Italia Mobile (TIM), la società nata dello scorporo della divisione radiomobile da Telecom; tre anni dopo, nel 1998, è chiamato a ricoprire la carica di direttore generale della capogruppo Telecom Italia.
Nel 2000 viene nominato amministratore delegato e direttore generale di Siemens Italia, incarico che lascia nel 2002 per diventare amministratore delegato del Gruppo Poste Italiane dove chiuderà il primo bilancio in utile. Da allora l'azienda fa registrare bilanci con utili sempre crescenti e amplia il suo raggio di attività con il lancio delle carte Postepay e dell'operatore di telefonia PosteMobile.
Ha ricoperto l'incarico di amministratore delegato del Gruppo Poste Italiane dal 7 maggio 2002 al 7 maggio 2014.
Dal 2002 al 2010 fa parte del Consiglio di Amministrazione dell'Università Bocconi di Milano.
A maggio 2009 è stato eletto per la seconda volta nel board di Ipc, International Post Corporation, l'associazione dei maggiori operatori postali nel mondo, per il triennio 2009-2011.
Dal 30 giugno 2010 è presidente della Fondazione Global Cyber Security Center (GCSEC), l'organismo internazionale di studio e ricerca per la sicurezza delle comunicazioni digitali costituito a Roma su iniziativa di Poste Italiane.
Da maggio 2011 è vicepresidente con delega ai servizi per le piccole e medie imprese dell'Unione Industriali di Napoli.
Dal 1º agosto 2011 è presidente di MedioCredito Centrale SpA.
A marzo 2013 è stato nominato da Confindustria delegato per la diffusione dei servizi digitali evoluti.
Da ottobre 2014 è stato amministratore delegato della concessionaria autostradale Milano Serravalle - Milano Tangenziali S.p.A. fino al luglio 2016.
Da giugno 2015 è presidente della concessionaria autostradale Autostrada Pedemontana Lombarda S.p.A.
Da maggio 2019 è vicepresidente di SIA S.p.A.
Da novembre 2020 è presidente di FiberCop, società controllata da TIM.
Da maggio 2021 è Presidente di Assotelecomunicazioni-Asstel.

## Poste Italiane
Sarmi viene nominato amministratore delegato del Gruppo Poste Italiane nel maggio del 2002 e viene riconfermato altre tre volte (2005, 2008 e 2011).
Alla guida del Gruppo, Sarmi ha sviluppato una strategia di potenziamento della rete di uffici postali, di innovazione tecnologica, di ampliamento della gamma di servizi e di ingresso in nuovi settori di business, ottenendo risultati significativi sul piano finanziario.
Nel 2003 lancia Postepay, la carta prepagata più diffusa in Europa e nel 2007 entra come primo operatore postale al mondo nella telefonia mobile con Postemobile.
Nel 2008 Poste Italiane entra nella classifica di Fortune delle “World's Most Admired Companies" sino a consolidare il quarto posto nel 2012 ed essere la prima delle italiane nel 2014.
Poste Italiane, sotto la guida di Sarmi, ha attivato collaborazioni con importanti player nazionali ed internazionali, come Ups, Finmeccanica, Russian Post, Microsoft, IBM, HP, Cisco, Vodafone, Ferrovie dello Stato, Rai e SAP.
Nel 2006 è stato inisgnito del Business and Culture Award dalla Camera di Commercio Italo-Americana. Nel 2007 ha ricevuto il premio GEI Award.
Sarmi ha impegnato il Gruppo nella riduzione delle emissioni di gas serra e nell'abbattimento dell'inquinamento ambientale ed acustico nel servizio di recapito.